# 反恐戰爭服役獎章
反恐战争服役奖章（Global War on Terrorism Service Medal，GWOTSM）是美国军方的一个荣誉奖章。该奖章于2003年3月12日由时任美国总统的乔治·布什设立。该奖项用于表彰自2001年911事件后参加美国反恐怖主义战争的軍人。

## 获得标准
获得反恐战争服务奖章需要兵役成员在特定的反恐行动中履职30个连续日或60个非连续日。对于在执勤过程中从事战斗、阵亡或受伤者则不受此时间约束。